# Merrick Garland
Merrick Brian Garland (født 13. november 1952 i Chicago, Illinois) er en amerikansk advokat og tidligere føderal dommer. Siden marts 2021 har han været USA's justitsminister i præsident Joe Bidens regering.

## Karriere
I 1997 blev Garland udnævnt til chefdommer ved United States Court of Appeals for the District of Columbia Circuit af den daværende præsident Bill Clinton.
16. marts 2016 blev han nomineret af præsident Barack Obama til at blive medlem af USA's højesteret efter dommer Antonin Scalias død, men nomineringen blev blokeret af Senatets republikanske flertalsleder Mitch McConnell, som så muligheden for at vente på en eventuel republikansk præsident efter Obama.
I januar 2021 nominerede præsident Joe Biden Garland til posten som USA's justitsminister i sin administration. Hans nominering blev bekræftet af det amerikanske Senat den 10. marts 2021 med en stemmefordeling på 70-30, og Garland blev taget i ed som justitsminister den 11. marts 2021.

## Privatliv
Garland og hans kone Lynn har været gift siden 1987. De har to døtre. Han er halvfætter til den tidligere guvernør i Iowa Terry Branstad.